# Merriman Colbert Harris

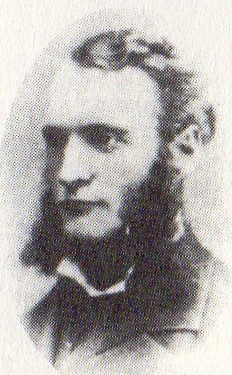
M. C. Harris

Merriman Colbert Harris (geboren 9. Juli 1846 in Beallsville, USA; gestorben 8. Mai 1921 in Tokio) war ein US-amerikanischer methodistischer Bischof, der in Japan und Korea wirkte.

## Leben und Wirken
Merriman Colbert Harris machte seinen Studienabschluss am Allegheny College in Meadville, Pennsylvania. 1873 kam er nach Japan und wurde amerikanischer Konsul in Hakodate, wobei er als erster protestantischer Missionar auf Hokkaidō arbeitete. Dort taufte er eine Reihe von Studenten, darunter Uchimura Kanzō (1861–1930) und Nitobe Inazō (1862–1933). In dieser Zeit begann er eine Bekanntschaft mit Chinda Suemi, einem Diplomaten.
1898 kehrte Harris nach Amerika zurück, um in San Francisco mit japanischen Immigranten zu arbeiten. Er wurde 1904 Bischof, zuerst in Japan, dann auch in Korea, das seit 1910 unter japanischer Herrschaft stand. Er akzeptierte die japanische Kolonialpolitik. Zu seiner Zeit war er der Ausländer, der am höchsten von der japanischen Regierung geschätzt und mit Orden ausgezeichnet wurde.
Bestattet wurde Harris auf dem Friedhof Aoyama in Tokio.